# Histoire du libéralisme économique classique
L’histoire du libéralisme économique classique (à ne pas confondre avec le social-libéralisme et le courant économique qui lui est associé) est la doctrine selon laquelle les libertés économiques (libre-échange, liberté d'entreprise, de consommation, de travail, etc.) sont souhaitables et que l’intervention de l’État doit être aussi limitée que possible, nait au XVIIIe siècle en parallèle avec l’émergence de la définition de ce qu'est l’État par les philosophes politiques, comme John Locke, qui dans les Deux Traités du gouvernement civil (1690), recommande la séparation des pouvoirs exécutif et législatif ou Montesquieu qui, dans De l'esprit des lois, lui adjoint le pouvoir judiciaire.
Au sein de l'histoire de l'économie, le libéralisme économique évolue en surmontant les remises en cause que sont, entre autres, le marxisme prônant l’abolition du capitalisme, au XIXe siècle ou, au XXe siècle, l'étatisme. 
Le libéralisme économique est toujours en opposition face aux politiques économiques qui mettent en avant le rôle régulateur de l'état et son rôle de dernier recours lors des crises économiques.

## Émergence progressive du libéralisme économique
La pensée économique dominante, au XVIIIe siècle et au siècle précédent, est le mercantilisme, doctrine économique primitive qui prône le protectionnisme, l’intervention de l’État et fait de l’économie la science de l’enrichissement du Prince. Il est influent dans toute l’Europe : en Angleterre et en Hollande, il prend la forme du commercialisme ; en France, c'est le colbertisme qui soutient et protège les manufactures ; les empires coloniaux espagnols et portugais adoptent le bullionisme, doctrine attachant à l’or thésaurisé une importance primordiale.

### La physiocratie
C’est en France, dans le contexte de l’épanouissement des Lumières que le libéralisme économique naît au sein du courant physiocrate face aux doctrines mercantilistes alors dominantes. Rompant avec la tradition mercantile focalisée sur la trésorerie de l’État, le courant physiocrate fait de la production agricole la seule source de valeur (physiocratie signifie « gouvernement de la nature »). Cette confiance en la nature relève de l’intuition d’un ordre économique spontané et optimal. Ne parvenant pas à faire de cette prescience une théorie, les physiocrates attribuent cet « ordre naturel » à la providence divine. La réalisation de cet ordre naturel est permise par la recherche de l’intérêt particulier qui concourt naturellement à l’intérêt général (idée exprimée par Bernard Mandeville et reprise par Adam Smith, et déjà émise par Baruch Spinoza un siècle plus tôt). On leur doit la première représentation circulaire de l’économie, mais l’idée d’une autorégulation par le marché ne leur vint pas. Dans leur réflexion, les physiocrates (Gournay, Turgot, Quesnay, Du Pont de Nemours) sont accompagnés de grands noms de la philosophie (Condillac, Diderot, Montesquieu, Rousseau) en particulier via leur participation à l’Encyclopédie (1751-1772). Montesquieu écrivit par exemple : « L’effet naturel du commerce est de porter à la paix » (De l’esprit des lois, 1748).
Anne Robert Jacques Turgot, un temps contrôleur général des finances de Louis XVI, obtint pour un court moment la libre circulation des grains à travers la France.
Les physiocrates plaident aussi pour l’abolition des corporations, pour la diminution des taxes pesant sur les paysans et pour la suppression des avantages féodaux en matière fiscale afin d’éviter la banqueroute qui mènera à la Révolution française. Leur influence illustre la division du camp des Lumières, leurs idées seront très influentes au début de la Révolution.

### Premiers événements
À la suite de guerres coloniales contre la France, les soucis de trésorerie du gouvernement britannique poussèrent le Parlement à lever de nouvelles taxes, en particulier sur le commerce colonial. La taxe sur le thé (le Tea Act de mai 1773) fut la cause des premiers troubles révolutionnaires de Boston (la Boston Tea Party). Trois ans plus tard, excédés par les entraves au commerce imposées par la métropole, les États-Unis proclamèrent leur indépendance. En France, des grands noms de la pensée et des milieux libéraux (Lafayette, Beaumarchais) usèrent de leur influence pour convaincre Louis XVI d’intervenir.
Cette même année 1776, en Grande-Bretagne, un professeur de morale britannique publiait sa Recherches sur la nature et les causes de la richesse des nations. Dans ce livre largement influencé par Turgot, et depuis devenu la référence du genre, Adam Smith prônait, mais surtout théorisait les grands principes du libéralisme économique . La critique d'Adam Smith cibla, en particulier, le Colonialisme, le protectionnisme, l'interventionnisme, l'esclavagisme. Il mit en avant le concept de  main invisible du marché qui serait plus à même que l’État de réguler l’activité économique.
Le livre ne manqua pas d’attirer la curiosité des gouvernants, et dix ans plus tard, en 1786, de premiers abaissements des tarifs douaniers (Traité Eden-Rayneval) furent conclus entre la France et la Grande-Bretagne (accords dénoncés à la Révolution française).

### La Révolution française
Convoqués pour le 1er mai 1789 pour régler la crise financière du royaume, les états généraux introduisirent en France la démocratie et le vote par tête. Contrôlant les foules parisiennes, et constituant l’écrasante majorités des députés du tiers-état, la bourgeoisie s’impose naturellement au pouvoir. Après avoir aboli les privilèges féodaux (nuit du 4 août 1789), l’assemblée imposa à la France une première forme de concurrence, la libre entreprise sans Droit d'association, grâce au Décret d’Allarde (mars 1791) et à la Loi Le Chapelier (juin 1789) qui interdisaient monopoles, coalitions (grèves), et corporations.
Les concepteurs de cette politique savaient qu'ils violaient le Droit de libre association, mais savaient par expérience qu'on ne peut pas permettre aux producteurs — patrons comme salariés — de s'organiser sans prendre le risque qu'ils tournent cette organisation vers la recherche de privilèges acquis par la violence aux dépens des autres : privilèges de monopole et subventions, et interdiction faites aux autres de travailler.
L’instabilité révolutionnaire rendait ces institutions bien précaires, mais étant donné qu'il est possible aux producteurs de s'organiser contre le Droit d'autrui, et que l'interdiction qui leur en était faite violait certains principes révolutionnaires, on peut douter qu'elles eussent pu perdurer très longtemps.

## Le triomphe du libéralisme

### Le Royaume-Uni libéral
Au Royaume-Uni comme en France, les écrits d’Adam Smith enthousiasmèrent et inspirèrent de nombreux penseurs. Sur le continent, Jean-Baptiste Say (Traité d'économie politique, 1803) fustigea les dépenses de l’État, réfuta toute possibilité de crise économique durable dans une économie libérale avec la loi de Say et fit l’éloge de l’entrepreneur et de son talent de créateur de richesse. Afin de former cette classe capitale de la population, il créa la première école de commerce du monde : l’École spéciale de commerce (aujourd’hui devenue l’ESCP Europe). Au Royaume-Uni, le pasteur Thomas Malthus (Essai sur le principe des populations, 1798) suivi par David Ricardo, s’insurgea contre les aides publiques en faveur des pauvres (les Poor Laws), qui selon lui ne faisaient qu’alimenter la pauvreté en permettant aux pauvres « d’accroître leur nombre ». David Ricardo (Des principes de l'économie politique et de l'impôt, 1817) proposa par ailleurs une théorie du libre échange, où toutes les parties engagées trouvaient un avantage à commercer entre elles. Il critiqua les lois protectionnistes sur le blé (Corn Laws) qui en contribuant au haut prix des subsistances poussaient les salaires à la hausse et nuisaient donc aux profits.
Relayé par les industriels, sans doute plus soucieux encore de leurs profits que ne l’étaient les économistes, la critique de la législation établie permit l’abrogation de nombreuses lois. En 1825 l’abrogation du Bubble Act permet la création d’entreprises importantes sans l’aval du Parlement. En 1834, les poor laws sont abolies et les pauvres sont dès lors contraints au travail : le marché du travail est établi. En 1839, des industriels de Manchester fondent sous la conduite de Richard Cobden l’Anti-Corn Law League,  aussi appelé « Comité de Manchester » afin d’obtenir du Parlement l’abrogation des Corn Laws. À la suite d’un débat parlementaire mouvementé entre défenseurs et opposants aux lois, le Premier Ministre Robert Peel, à l’origine hostile au projet, craint une révolution sociale car la ligue anti-Corn Law a de plus en plus de pouvoir. Ainsi les Corn Laws sont abrogées en 1846. Le Royaume-Uni, pourtant certain que les autres puissances ne le suivront pas, devient la première nation libre-échangiste de l’histoire. En 1856, le Parlement achève de libéraliser l’économie en renonçant à contrôler la création des sociétés par actions (Joint stock companies act).

### L’Union douanière Allemande et le protectionnisme libéral
Pendant ce temps, la Prusse tente de créer une union douanière en Allemagne. En 1833, les négociations, inspirées en partie par l’économiste Friedrich List, aboutissent à un premier accord entre la Prusse, la Bavière, la Saxe, le Wurtemberg, l'Électorat de Hesse et le Grand-duché de Hesse. Le Zollverein prend effet au premier janvier 1834, et s’élargit progressivement à la plupart des états allemands. C’est le premier modèle du genre, et en tant que préalable à l’intégration politique, il inspirera la CEE.
La vision libérale de List a été plus critique qu’idéologique. Dans son ouvrage de 1841 (Système national d’économie politique), il admet que le libre-échange est souhaitable, mais considère que dans leur évolution les économies connaissent plusieurs stades et que le commerce ne peut être équitable qu’entre économies comparables. Il préconise pour l’Allemagne une politique protectionniste, pour un certain temps et dans certains secteurs, afin de permettre le développement de son industrie dans l’enfance. Cette idée de « protectionnisme éducateur » est aussi appliquée aux États-Unis afin de permettre le développement de l’industrie et d’assurer l’émancipation du pays vis-à-vis du Royaume-Uni, bien que certains économistes estiment que cela n'a pas dynamisé la croissance américaine, qui était surtout basée sur l'accumulation de capital dans les domaines des chemins de fer et de la construction. Si la Guerre de Sécession, en abolissant l’esclavage, est source de nouvelles libertés économiques sur le plan intérieur, elle consacre sur le plan extérieur le protectionnisme voulu par les États du Nord.

### L’Empire libéral
En France, les disciples d’Adam Smith continuent à répandre autant qu’ils le peuvent les idées libérales. Après Jean-Baptiste Say, Frédéric Bastiat combat dans des écrits satiriques les idées mercantilistes. Il raille les défenseurs du protectionnisme dans quelques pages au titre ironique : "Pétition des marchands de chandelles" contre la concurrence déloyale du soleil (1846). Dans ce style qui lui est propre, il critiquera aussi les peurs suscitées par la recherche de la productivité en invitant les travailleurs à user de leur seule main gauche afin de maintenir la cherté des produits et donc de contribuer à l’illusion de richesse.
Un autre disciple d’Adam Smith, Jean de Sismondi (un suisse), s’écarte de la pensée des autres libéraux et critique leur « libéralisme à sens unique » qui n’attribue de libertés qu’aux industriels et aux marchands, tandis que les travailleurs en sont privés par la force publique (interdiction des grèves, des syndicats, livret ouvrier…).
Influencés par le Comte de Saint-Simon, des diplômés des Grandes Écoles comme Michel Chevalier (Polytechnique) se sensibilisent aux idées libérales. Ce dernier devient l’un des principaux conseillers de Napoléon III et négocie avec le britannique Richard Cobden le premier accord de libre-échange. Le traité Cobden-Chevalier est signé en janvier 1860 alors que les industriels français crient au complot. Des taxes subsistent mais elles sont substantiellement réduites (de près de 50 % dans un premier temps) et les deux pays s’accordent la « clause de la nation la plus favorisée », qui stipule que tout avantage concédé par l’un des deux signataires à un pays tiers, profite automatiquement à l’autre. Des traités similaires sont bientôt signés avec et entre la Belgique, le Zollverein, l’Italie, et l’Autriche. En 1880, les droits de douane entre la France et le Royaume-Uni ne sont qu’à 10 % .
Napoléon III entreprend de faciliter la circulation de la monnaie. L’Union monétaire latine est instituée en 1865 ; le franc germinal devient dorénavant la monnaie de la France, de la Belgique, de la Suisse, de l’Italie, de la Grèce et de la Bulgarie. L’Empire accorde aussi le droit de grève en 1864 et autorise la création sans entraves de sociétés anonymes en 1867.
Entre 1850 et 1873 les échanges internationaux ont été presque multipliés par 3 en valeur.

### Le libre échange s'impose

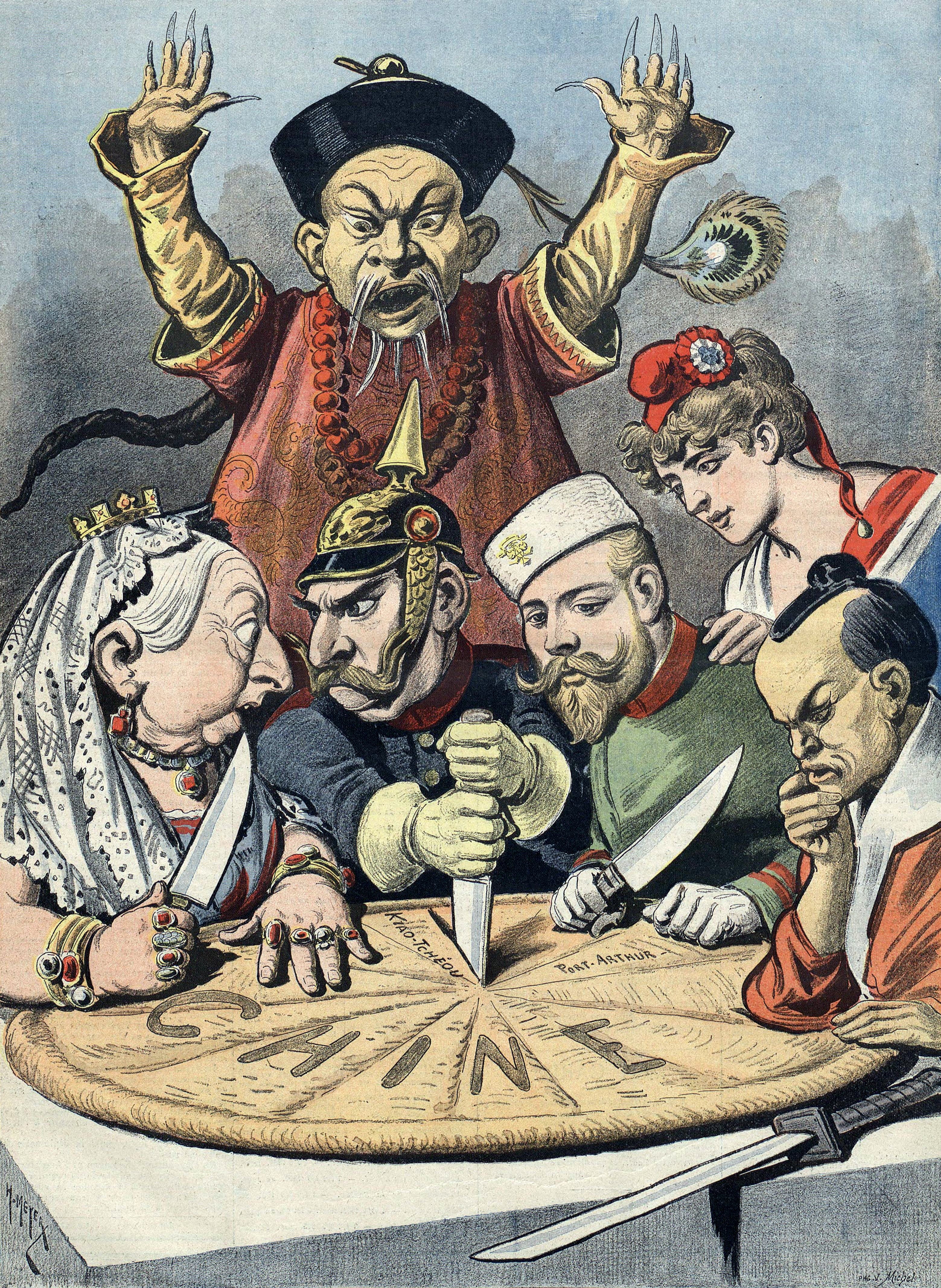
Libre-échangisme ou impérialisme ?

Si les grandes puissances européennes du XIXe siècle se sont ralliées, pour un temps, au choix du développement et de l’internationalisation des échanges, le caractère mutuellement profitable du libre-échange n’a pas été leur préoccupation première. L’internationalisation des échanges permet en effet de fournir des débouchés à l’industrie et d’accéder à des matières premières absentes du sol national. Plus que le libéralisme, cette évidence a encouragé le colonialisme.
En 1838, l’empereur de Chine décide la destruction des stocks d’opium de la ville de Canton en vue de limiter la consommation de cette drogue dans son pays. Entre 1838 et 1842, les navires de la flotte britannique coulent les jonques qu’opposent les chinois. En 1842 la Chine concède l’ouverture de 4 nouveaux ports en plus de Canton ainsi qu’Hong Kong. (Traité de Nankin). Les autres nations européennes reprennent à leur compte les exigences britanniques et imposent à leur tour leur commerce à la Chine.
En 1853, une expédition américaine bombarde le port japonais d’Uraga afin d’obtenir l’année suivante une libre entrée des navires américains dans certains ports de l’archipel et une forte réduction des droits de douane. Les autres grandes puissances suivront l’exemple américain et imposeront aussi au Japon des « traités inégaux ».
Les puissances européennes se lancent surtout dans une seconde ère de colonisation (la première étant celle des Amériques). Devant la Chambre des députés, Jules Ferry déclare : « la politique coloniale est fille de la politique industrielle » et la France se lance dans la colonisation de l’Afrique et de l’Indochine. La Belgique et les Pays-Bas profitent aussi du partage du monde tandis que le soleil ne se couche jamais sur l’empire britannique. Opposés par principe au colonialisme, les États-Unis ne cachent néanmoins pas leurs tentations impérialistes sur leur continent, comme en témoigne dès 1823 la doctrine Monroe et en 1898 la guerre livrée à l’Espagne pour « libérer » Cuba.

## Le recul du libéralisme économique

### Contestation et renouveau de la pensée libérale
En 1867, le premier livre du Capital de Karl Marx critique le capitalisme, et annonce son futur remplacement par le communisme. De fait, la société libérale a peur des ouvriers. En 1871, la Commune de Paris est violemment réprimée par les troupes de Thiers. Face aux analyses de Marx, des économistes renouvellent la pensée libérale. Au début des années 1870, les économistes marginalistes (ou néo-classiques) Carl Menger, Stanley Jevons et Léon Walras se basent sur une étude scientifique des comportements rationnels des individus afin de développer l’ensemble des théories constituant la micro-économie. Les raisonnements mathématiques de Walras et Jevons aboutissent à de nombreuses conclusions : la concurrence est selon eux souhaitable et permet la juste rémunération des facteurs (c’est-à-dire la justesse des salaires et des profits) ; elle permet à l’économie de tendre vers un équilibre théorique optimal ; ils considèrent que le chômage est toujours volontaire. Leur raisonnement convainc un public bourgeois à l’avance acquis, mais la froideur de leur démarche, qui se veut une force, sera souvent considérée comme le signe d’une trop grande distance vis-à-vis de la réalité. Leurs théories, perfectionnées par une seconde générations d’auteurs (Vilfredo Pareto, Alfred Marshall…) composent malgré tout le nouveau dogme économique dominant.

### Premier recul relatif du libre-échange
Alors que la Grande Dépression (1873-1896) sévit, les progrès dans les transports maritimes et l’émergence d’économies concurrentes en Asie (le Japon) et en Amérique (les États-Unis surtout et dans une moindre mesure certains pays d’Amérique du Sud), suscitent des inquiétudes chez les industriels européens. L’exacerbation des nationalismes, qui dans le domaine diplomatique prépare l’engrenage de la Première Guerre mondiale, contribue à l’influence retrouvée des discours protectionnistes. Dès 1879 l’Allemagne renoue avec sa tradition protectionniste et est suivie par d’autres nations européennes. La France réagit timidement en 1892 avec la loi Méline tandis que le Royaume-Uni refuse, sous les conseils des économistes cambridgiens, de renoncer au libre-échange. En 1890, le tarif Mac Kinley élève les droits de douane américains à 49 % en moyenne. À l’aube de la Première Guerre mondiale, la Russie appliquait une taxation d’en moyenne 84 % sur les importations, les États-Unis 44 %, le Japon 30 %, la France 20 %, l’Allemagne 13 %.
Toutefois la valeur des échanges internationaux a continué à croître sur cette période, de 2 % seulement en moyenne par an pendant la Grande Dépression (1873-1896), puis de 4,5 % en moyenne par an jusqu’en 1913. En 1914, l’armée britannique fait face à un scandale quand l’opinion publique découvre que ses uniformes sont teints grâce aux produits de la puissante industrie chimique allemande.

### Paradoxe libéral aux États-Unis
La fin du XIXe et le début du XXe siècles sont marqués aux États-Unis par une intervention vigoureuse de l’État pour instaurer les conditions du libéralisme. L’arsenal législatif anti-trust est mis en place par le Sherman Act (1890) et le Clayton Act (1914), et certaines entreprises sont démantelées : la Standard Oil de Rockefeller l’est en trois entreprises indépendantes en 1911.

### La Première Guerre mondiale
Depuis des années, les pays d’Europe se livrent à une véritable course à l’armement. Pourtant, après quelques mois de guerre, les armes manquent. Il faut que l’État intervienne pour organiser l’économie face au défi d’une demande particulière : au moment les plus violents du conflit des millions d’obus sont tirés en quelques jours. Les astuces comme la réquisition des taxis de Paris ne peuvent suffire à l’effort de guerre. Il faut des centaines de trains pour assurer l’approvisionnement du front en hommes et en matériel. L’État multiplie les ministères (en France son budget est multiplié par 7 et devient gravement déficitaire), planifie et administre l’économie tandis que les industriels, satisfaits de commandes sans précédent, ne se plaignent pas.
À la suite du conflit, le rôle de l’État ne saura se réduire à ce qu’il était auparavant (nécessité de reconvertir une économie déstabilisée, assistance aux millions de veuves, d’orphelins, et d’infirmes). La haine portée par les anciens combattants aux profiteurs de guerre aura aussi son importance dans la critique du libéralisme économique.

### La Grande Dépression
Les années 1920 représentent une période économique combinant une croissance exceptionnelle (atteignant souvent les 5 %) à des déséquilibres encore jamais vus. Le franc est instable et est régulièrement attaqué, les dettes inter-alliés sont colossales, tandis que la dette de l’Allemagne est si ahurissante qu’on décide d’en répartir le remboursement jusqu’en 1989.
Néanmoins, la plupart des grandes puissances (avec des exceptions comme l'Italie fasciste après 1925) cherchèrent à maintenir le libéralisme économique :

« le dessein de cette décennie fut profondément conservateur, et exprima la conviction quasi universelle que seul le rétablissement du système d'avant 1914 pourrait ramener la paix et la prospérité. »

— Karl Polanyi, La Grande Transformation, 1944

#### Mr Do Nothing
La société américaine accède à la consommation de masse dès les roaring twenties. Toutefois à la fin des années 1920 la bourse de New York s’emballe. Les actionnaires misent à crédit, parfois prêtent ce qu’ils ont emprunté, et ainsi de suite tant que la bourse leur permet de gagner plus qu’ils n’ont à rembourser. L’économiste John Maynard Keynes met en vain en garde contre cette « économie de casino ». Le jeudi 24 octobre 1929, la bourse de New York connaît un premier Krach. Elle perd rapidement plus de 20 %. En une trentaine de mois l’indice Standard & Poor's perd 80 % de sa valeur. Les porteurs de titres sont ruinés, et du fait de leur insolvabilité de nombreuses banques font faillite. Les conséquences sur la consommation sont désastreuses.
Tandis que le chômage de masse apparaît (4,3 millions de chômeurs dès 1930), le gouvernement fédéral du président Herbert Hoover, malgré quelques tentatives de redressement, croit que l’équilibre doit surtout revenir de lui-même. Les américains surnomment ce président attaché à l’orthodoxie libérale M. Do Nothing.

#### La pensée keynésienne, le New Deal et le front populaire
C’est sur un programme ouvertement interventionniste, le New Deal, que le président Franklin Delano Roosevelt est élu en 1932. L’État fédéral américain prend alors une place toujours croissante dans la vie économique. En 1936, la France voit l’arrivée au pouvoir du Front populaire qui se veut lui aussi en rupture avec les traditions libérales. En Allemagne Hitler, homme peu attaché aux libertés, devient chancelier en 1933.
Alors que la crise économique se propage, l’ensemble des nations protègent leurs industries chancelantes par des lois protectionnistes, doublées de dévaluations régulières afin de relancer les exportations. Les flux commerciaux internationaux retombent rapidement à leur niveau de 1918, si bien que la crise s’aggrave. Si la plupart des dirigeants s’accordent sur les avantages du libre-échange, ils sont incapables de s’entendre, face aux difficultés de leurs pays respectifs, si bien que les hausses de droits de douane se succèdent et s’enchaînent dans un engrenage vicieux. Les métropoles européennes se replient sur leurs empires. Le statut de Winchester de 1931 puis les accords d’Ottawa en 1932 font du Commonwealth britannique une zone de quasi libre-échange.
En opposition, avec ses maîtres néoclassiques, John Maynard Keynes théorise en 1936 l’imperfection du marché et prône l’intervention de l’État comme seule solution à une sortie de crise (Théorie générale de l'emploi, de l'intérêt et de la monnaie). Ses thèses sont immédiatement contestées par Friedrich Von Hayek, mais ce dernier ne parvient pas dans l’immédiat à imposer son point de vue.

### Naissance de l’État-providence
La pensée de Keynes va rapidement susciter des vocations et de nouveaux économistes, les keynésiens, vont la généraliser et l'extraire du contexte précis des crises pour en faire un mode de régulation économique permanent. En Europe comme aux États-Unis le keynésianisme va devenir la pensée économique dominante tandis que les théories néo-classiques sont pour un temps éclipsées. De plus, les hommes politiques veulent faire de l’après guerre un monde meilleur que celui qui l’avait précédé. En 1942, le rapport Beveridge (Report Social Insurance and Allied Services) décrit les grandes lignes de l’État providence. Ce welfare state devient l’archétype des économies d’Europe : sécurité sociale, système de santé gratuit (le National Health Service de 1946 au Royaume-Uni), allocations familiales… La plupart des gouvernements font du plein-emploi une priorité, suivant en cela les idées développées par Beveridge dans son essai de 1944 Full employment in a Free Society et le voient moins comme une conséquence qu’une condition nécessaire de la croissance. Certains pays, comme la France, pérennisent leur système de planification (adopté à l’origine pour la reconstruction). Une politique agricole administrée est mise en place en Europe. Partout, la théorie keynésienne légitime le recours fréquent au déficit budgétaire. En France et au Royaume-Uni de nombreuses firmes sont nationalisées. On assiste donc à un recul significatif du libéralisme économique sur le plan intérieur.

## Retour au libre-échange puis résurrection contemporaine du libéralisme économique

### La globalisation des échanges
Les idées keynésiennes ne s'opposent pas au libre-échange et à ses avantages. Soucieux d’éviter que de nombreuses économies se referment sur elles-mêmes comme dans les années 1930, et conscients des risques de surproduction que court l’économie américaine d’après guerre, les États-Unis vont encourager l’ouverture économique des frontières. En octobre 1947 les accords du GATT (General Agreement on Tariffs and Trade), devenu Organisation mondiale du commerce en 1995 sont signés par 23 pays. Cette organisation avait pour fin de fournir un cadre aux futures négociations sur les abaissements de droits de douane entre les États membres. Des rounds de négociations, décomposés en réunions régulières ont pour but de régler les litiges éventuels et d’accorder des concessions tarifaires multilatérales et non discriminatoires (clause de réciprocité). D’une moyenne de 40 % en 1945, les droits de douane ont été ramenés à en moyenne 5 % en 1990.
Les États-Unis soutinrent aussi les efforts d’intégration économique des pays européens notamment via la constitution de l’OECE en 1948. Après une évolution progressive, de la CECA (1951) à l’Union européenne (1992) l’Europe occidentale est devenu le modèle d’intégration économique et de zone régionale de libre-échange le plus abouti. Toutefois les zones moins avancées de libre-échange se sont multipliées à travers le monde. L'ALENA en Amérique du Nord en 1994, le Mercosur en Amérique latine en 1991, l’ASEAN en Asie.
Les droits de douane sont désormais autour de 3 % en moyenne, mais de nombreuses formes non tarifaires de protectionnisme sont apparues : les normes différentes entre les États, les exigences sanitaires, ou encore la fameuse exception culturelle française.
Entre 1948 et 1971 le volume du commerce mondial a été multiplié par cinq, malgré les chocs pétroliers il a continué de croître bien plus vite que la production durant les décennies suivantes. En 2000, il a crû selon l’OMC de plus de 12 % en seulement une année. Les firmes transnationales créent des filiales à travers le monde afin de profiter des avantages de chaque pays (suivant en cela l’analyse de Ricardo). Sous leur égide, une division internationale du travail se met en place.

### La renaissance du libéralisme économique
La fin des années 1960 marque les premiers prémices de la crise que révèle le choc pétrolier de 1973. L’incapacité de l’État à répondre à la montée brutale du chômage dans les années 1970 permet aux économistes libéraux de retrouver leur audience passée. Les idées de Hayek et de l'École autrichienne finissent par prendre l’envergure de celles de Keynes, tandis que de nouveaux courants de penseurs libéraux (nouveaux classiques, monétaristes…) apparaissent et expliquent comment l’intervention de l’État a mené à la crise, à l’inflation et au déséquilibre.
En 1979, l’élection de Margaret Thatcher à la tête du Royaume-Uni annonce de grands changements dans ce pays où l’État et les syndicats sont des acteurs importants de la vie économique. Entre 1979 et 1996 le nombre de fonctionnaires passe de plus de 700 000 à moins de 500 000. Les grandes entreprises britanniques sont privatisées (elles représentaient près de 12 % du PIB). Le taux de syndicalisation passe de 52 % en 1980 à environ 30 % en 1996. Le gouvernement réduit la part de la dette de l’État dans le PIB. À leur retour au pouvoir, les travaillistes recueillent certains héritages du thatcherisme dans leur nouveau programme à visée centriste de la « troisième voie ».
En 1980, Ronald Reagan, converti comme Margaret Thatcher aux idées de Friedrich Hayek, est élu à la présidence des États-Unis. Reagan possédait de très fortes convictions personnelles sur l'importance d'un taux marginal d'imposition raisonnable, qu'il avait acquises lorsque, acteur, il était sujet à un taux supérieur à 90 % ; il imaginait que l'effet dissuasif s'appliquait à tous. Cette expérience inspire fortement ses mesures de baisse des impôts. Il s'oppose aussi fermement à l'inflation, dont il considère les effets injustes. Pour lui, les problèmes économiques ne peuvent être résolus par l’État, l’État étant lui-même le problème. Sur les conseils des « supply siders », héritiers de J-B Say qui font du soutien de l’offre (de la production) la priorité, l’administration américaine relance l’initiative privée par des abaissements fiscaux sans précédent.
En France, le premier gouvernement socialiste de la Ve république, sous la présidence de François Mitterrand, applique son programme de nationalisations et de relance les deux premières années, puis déclare faire une « pause », et bloque les salaires afin de restaurer l’équilibre monétaire. Cette politique, qui ne fait que résoudre le problème de l’inflation, est suivie à partir de 1986 de la privatisation de la plupart des grands groupes sous des gouvernements successivement de droite puis de gauche.
La chute de l’Union soviétique en 1991 provoque la libéralisation brutale des économies de la Russie et des pays d’Europe de l'Est. La Chine se convertit à l’économie de marché et rejoint l’OMC (en 2001).